# 肽基转移酶
肽基转移酶（peptidyl transferase)，是蛋白质合成过程中的一种酶，它催化正在延伸的多肽链与下一个氨基酸之间形成肽键。